# Datació
La datació és l'acte d'atribuir a un esdeveniment o a un objecte una localització més o menys precisa en una escala de temps o en una cronologia, escala de temps o cronologia prèviament establertes. Disciplines bén conegudes que empren tècniques de datació, amb diferents mètodes per obtenir resultats considerats com satisfactoris, són, per exemple, la història, l'arqueologia, la geologia, la paleontologia, l'astronomia i fins i tot la criminalística (per a determinar, per exemple, quan un homicidi ha estat comès).

## Mètodes
Les formes per ubicar un fenomen en el temps sol ser de dos tipus: establint relacions del tipus «més modern que» o «contemporani a», o fent referència a dates de calendari. A la primera forma se l'anomena «cronologia relativa», amb aquest sistema no interessa el moment exacte sinó l'ordre en què es van donar els esdeveniments. El segon sistema és molt més precís, consisteix a mesurar l'edat real i es diu «datació cronomètrica» o «cronologia absoluta».
Els sistemes per datar restes es van desenvolupar a principis del segle xx i en l'actualitat no hi ha cap mètode de datació universal, ja que cap cobreix tota l'escala temporal dels temps i cap d'ells serveix per a qualsevol tipus de material. Un dels mètodes més coneguts és el de l'Carboni 14 (C-14) que va ser millorat amb la tècnica AMS (Accelerator Mass Spectrometry) que pot arribar a arribar fins al 100.000 abans de la nostra era.
Altres tècniques utilitzades són: datació per termoluminescència (TL). i ESR (electron spin resonance, en català: «escombrat de ressonància electrònica»).